# Charadronota
Charadronota är ett släkte av skalbaggar. Charadronota ingår i familjen Cetoniidae.
Kladogram enligt Catalogue of Life:
| Charadronota | \| \| Charadronota acutangula \| \| \| \| \| \| Charadronota eximia \| \| \| \| \| \| Charadronota pectoralis \| \| \| \| \| \| Charadronota quadrisignata \| \| \| \| \| \| Charadronota soror \| \| \| \| |
|              | \| \| Charadronota acutangula \| \| \| \| \| \| Charadronota eximia \| \| \| \| \| \| Charadronota pectoralis \| \| \| \| \| \| Charadronota quadrisignata \| \| \| \| \| \| Charadronota soror \| \| \| \| |
|              | Charadronota acutangula |
|              | |
|              | Charadronota eximia |
|              | |
|              | Charadronota pectoralis |
|              | |
|              | Charadronota quadrisignata |
|              | |
|              | Charadronota soror |
|              | |